# Таки Хрисик
Таки Хрисик е виден югославски композитор и музикален педагог.

## Биография
Хрисик е роден в македонския град Крушево, тогава в Кралството на сърби, хървати и словенци, във влашко семейство. Хрисик е автор на голям брой хорови творби, камерна музика, соло песни, творби за орекстър и около 1500 мелографски записи на македонски и на влашки песни. Диригент е на хора „Стив Наумов“.